# بزقوتش أباد (نغار بردسير)
بزقوتش أباد (بالفارسية: بزقوچ‌آباد) هي قرية تقع في إيران في البلدة المركزية.